# Idioma cahuarano
La lengua cahuarana (también llamada cahuarano o moracano) pertenece a la familia záparo. Se halla en grave peligro de extinción, o tal vez completamente extinta.
Se considera a los cahuaranos descendientes de los antiguos moracanos, que moraban en el curso medio del río Nanay. Günter Tessmann [1930] realizó una estimación de 1000 moracanos en 1925. Usando como base de comparación el vocabulario recogido por Tessmann, Wise [1999] considera el cahuarano como un dialecto del iquito.

## Distribución geográfica
Los cahuaranos viven en forma dispersa en las cabeceras del río Nanay, provincia de Maynas, región Loreto, Perú. Su territorio tradicional se hallaba al noroeste de la actual ciudad de Iquitos.

## Número de hablantes
Tanto Solís [1987] como Gordon [2005] dan una cifra de 5 hablantes en 1976. En la actualidad, la lengua podría estar extinta, y todos sus antiguos hablantes habrían adoptado el español.